# رامون سنتوريون
رامون سنتوريون (بالإسبانية: Ramón Centurión)‏ هو لاعب كرة قدم أرجنتيني في مركز الهجوم، ولد في 20 يناير 1962 في سانتا في في الأرجنتين. لعب مع إستوديانتيس دي لا بلاتا وبوكا جونيورز وريفر بليت ويونيون دي سانتا في.